# Listă a fostelor capitale naționale
În toată lumea se află o serie de orașe care au fost capitale ale unor entități statale, dar care și-au pierdut această calitate din cauza faptului că au încetat să existe (au fost devastate de războaie sau de catastrofe naturale și nu au mai fost reconstruite, au fost părăsite datorită condițiilor naturale vitrege, a bolilor, etc) sau au fost redenumite. Lista următoare este sortată în ordine alfabetică și mai apoi după ani și poate fi completată.

## Africa
| Vechea capitală | Țara                       | Din               | Până la | Motivul schimbării                                   |
| --------------- | -------------------------- | ----------------- | ------- | ---------------------------------------------------- |
| Léopoldville    | Republica Democrată Congo  | 1960              | 1966    | redenumită Kinshasa                                  |
| Grand Bassam    | Côte d'Ivoire              | 1893              | 1900    | mutată la Bingerville                                |
| Bingerville     | Côte d'Ivoire              | 1900              | 1933    | mutată la Abidjan                                    |
| Abidjan         | Côte d'Ivoire              | 1933              | 1983    | mutată la Yamoussoukro                               |
| Al-Fustat       | Egipt                      | 641 905           | 750 969 | mutată la Al-Askar mutată la Cairo                   |
| Al-Askar        | Egipt                      | 750               | 868     | mutată la Al-Qatta'i                                 |
| Al-Qatta'i      | Egipt                      | 868               | 905     | mutată înapoi la Fustat                              |
| Otjimbingwe     | Africa Germană de Sud-Vest | 1886              | 1892    | mutată la Windhoek                                   |
| Cape Coast      | Ghana (Gold Coast)         | 1664              | 1877    | mutată la Accra                                      |
| Bolama          | Guinea-Bissau              | 1879              | 1941    | mutată la Bissau                                     |
| Boe             | Guinea-Bissau              | 1973              | 1974    | mutată înapoi la Bissau                              |
| Njimi           | Imperiul Kanem             | secolul al XI-lea | 1396    | cucerit de invadatorii bulala (mutată la Ngazargamu) |
| Ngazargamu      | Imperiul Bornu             | 1472              | 1808    | cucerit de invadatorii flani (mutată la Kukawa)      |
| Kukawa          | Imperiul Bornu             | 1814              | 1893    | Imperiul a încetat să existe                         |
| Lagos           | Nigeria                    | 1914              | 1976    | mutată la Abuja                                      |
| Aneho           | Togo                       | 1880              | 1897    | mutată la Lomé                                       |

## Asia
| Vechea capitală       | Țara                        | Din              | Până la          | Motivul schimbării |
| --------------------- | --------------------------- | ---------------- | ---------------- | --- |
| Anyang                | China (Dinastia Shang)      | circa 1600 î.Hr. | circa 1046 î.Hr. | mutată la Chang'an – sfârșitul Dinastiei Shang |
| Chang'an              | China (Dinastia Zhou)       | circa 1046 î.Hr  | 722 î.Hr         | mutată la Luoyang |
| Luoyang               | China (Dinastia Zhou)       | 772 î.Hr         | 221 î.Hr         | mutată la Xianyang – sfârșitul Dinastiei Zhou |
| Xianyang              | China (Qin Dynasty)         | 221 î.Hr         | 206 î.Hr         | mutată înapoi la Chang'an - sfârșitul Dinastiei Qin |
| Chang'an              | China (Dinastia Han)        | 206 î.Hr         | 25               | mutată înapoi la Luoyang |
| Luoyang               | China (Dinastia Han)        | 25               | 220              | sfârșitul Dinastiei Han; începutul perioadei celor „șase dinastii” |
| Chang'an              | China (Dinastia Tang)       | 618              | 907              | sfârșitul Dinastiei Tang ; începutul perioadei celor cinci dinastii și zece regate |
| Kaifeng               | China (Dinastia Song)       | 960              | 1127             | mutată la Hangzhou |
| Hangzhou              | China (Dinastia Song)       | 1127             | 1279             | Kublai Han a integrat China în Imperiul Mongol |
| Nanjing               | China (Dinastia Ming)       | 1368             | 1421             | mutată la Beijing |
| Beijing               | China                       | 1421             | 1928             | mutată înapoi la Nanjing |
| Nanjing               | China                       | 1928             | 1937             | mutată la Chongqing |
| Chongqing             | China                       | 1937             | 1945             | mutată înapoi la Nanjing |
| Nanjing               | China                       | 1945             | 1949             | mutată la Beijing – după proclamarea Republicii Populare Chineze, guvernul Republicii China a fugit în Taiwan și a proclamat Taipeiul capitală provizorie. Nanjing a rămas capitala oficială. |
| Malolos               | Prima Republică Filipineză  | 1898             | 1899             | Cartier general al Revoluției Filipineze. (Capitala a fost mutată succesiv la San Isidro, Cabanatuan, Bamban, Tarlac, Bayambang și Palanan pentru a evita capturarea de către americani) to avoid capture from the Americans). Mutată înapoi la Manila după cucerirea orașului Aguinaldo în 1901.                           |
| Calcutta              | India Britanică             | 1772             | 1912             | mutată la New Delhi |
| Simla                 | India Britanică             | 1850             | 1947             | Capitală de vară |
| Yogyakarta            | Indonezia                   | 1946             | 1948             | După invazia Aliaților, mutată la Bukittinggi |
| Bukittinggi           | Indonezia                   | 1948             | 1949             | mutată la Jakarta |
| Heijō-kyō (Nara)      | Japonia (Perioada Nara)     | 710              | 784              | mutată la Nagaoka-kyō (Nagaoka) |
| Nagaoka-kyō (Nagaoka) | Japonia (Perioada Nara)     | 784              | 794              | mutată la Kyoto |
| Kyoto                 | Japonia                     | 794              | 1868             | mutată la Tokyo |
| Orașul Marawi         | Sultanatul Maguindanao      | 1205 (?)         | 1800 (?)         | Anexat de Indiile Răsăritene Spaniole |
| Yangon                | Myanmar                     | 1948             | 2005             | mutată la Naypyidaw |
| Bacolod               | Negros                      | 1898             | 1899             | anexat de Filipine. |
| Karachi               | Pakistan                    | 1947             | 1959             | mutată la Rawalpindi |
| Rawalpindi            | Pakistan                    | 1959             | 1967             | mutată la Islamabad |
| Manila                | Commonwealthul Filipinelor  | 1934             | 1941             | Ocupația japoneză. Mutată înapoi la Manila în 1945, după eliberarea Filipinelor |
| Baguio                | Commonwealthul Filipinelor  | 1934             | 1941             | Capitală de vară. |
| Manila                | A doua republică Filipineză | 1943             | 1945             | Eliberarea Filipinelor de sub ocupația japoneză |
| Manila                | Filipine                    | 1946             | 1948             | Mutată la Lungsod Quezon după proclamarea Repuiblicii Filipine prin Actul republicii nr. 333 |
| Baguio                | Filipine                    | 1946             | 1976             | Capitală de vară, mutată înapoi la Manila prin Decretul prezidențial nr 940. |
| Lungsod Quezon        | Filipine                    | 1948             | 1976             | Mutată înapoi la Manila prin decretul nr. 940 al președintelui Filipinelor. Quezon City, împreună cu Manila, a devenit perte a Metro Manila. Mai multe birouri guvernalmentale au rămas în Quezon City, including the Batasang Pambansa și Camera Reprezentanților a Filipinelor. Manila este capitala oficială în prezent. |
| Saigon                | Vietnamul de Sud            | 1954             | 1975             | Hanoi, Vietnamul a încetat să existe ca entitate statlă independentă după unificarea Vietnamlui. |
| Cebu                  | Indiile Răsăritene Spaniole | 1562 (?)         | 1578 (?)         | Prima așezare spaniolă din țară. A fost mutată la Manila (fosta Maynilad) după cucerire. |
| Manila                | Indiile Răsăritene Spaniole | 1578 (?)         | 1762             | Cucerite de britanici după războiul de șapte ani, retrocedate Spaniei prin Trataul de la Paris. |
| Bacolor               | Indiile Răsăritene Spaniole | 1762             | 1764             | Capitala guvernului în exil al guvernatorului Simon de Anda în timpul Războiului de șapte ani. Mutată înapoi la Manila |
| Manila                | Indiile Răsăritene Spaniole | 1764             | 1901             | Cedată SUA prin Trataul de la Paris |
| Colombo               | Sri Lanka                   | 1815             | 1982             | Capitală mutată la Kotte |
| Jolo                  | Sultanatul Sulu             | 1450 (?)         | 1899             | Anexat de SUA |
| Sukhothai             | Tailanda                    | 1238             | 1438             | mutată la Ayutthaya după ce a fost jefuită de Ayutthaya |
| Chiang Mai (Lanna)    | Tailanda                    | 1259             | 1939             | Anexat de Siam |
| Ayutthaya             | Tailanda                    | 1350             | 1767             | mutată la Thonburi după ce soldații din Burma au distrus orașul |
| Thonburi              | Tailanda                    | 1767             | 1782             | mutată la Bangkok după ce regeke Taksin a fost declarat nebun. |
| Tainan                | Regatul Tungning            | 1662             | 1683             | Sfârșitul Regatului Tungning |

### Asia Centrală și de Sud-Vest
| Vechea capitală                | Țara                                  | Din                      | Până la         | Motivul schimbării                                                                         |
| ------------------------------ | ------------------------------------- | ------------------------ | --------------- | ------------------------------------------------------------------------------------------ |
| Kandahar                       | Afganistan                            | 1748                     | 1772            | mutată la Kabul                                                                            |
| Ecbatana                       | Iran (Imperiul Median)                | secolul al VII-lea î.Hr. | 550 î.Hr        | cucerit de Cyrus cel Mare                                                                  |
| Pasargadae, Persepolis și Susa | Iran (Imperiul Persan)                | 550 î.Hr                 | 330 î.Hr        | cucerit de Alexandru cel Mare și incorporată în Imperiul Macedonean                        |
| Seleucia                       | Iran (Imperiul Seleucid}              | 305 î.Hr                 | 240 î.Hr        | mutată la Antiohia                                                                         |
| Antiohia                       | Iran (Imperiul Seleucid)              | 240 î.Hr                 | 64 î.Hr         | cucerită de Parția                                                                         |
| Ctesiphon                      | Iran (Imperiile Parțiaan și Sassanid) | circa 64 î.Hr            | 637             | a fost cucerită de islamici                                                                |
| Nishapur                       | Iran (Dinastia Tahiridă)              | 821                      | 873             | cucerită de Dinastia Saffaridă                                                             |
| Shiraz                         | Iran (Dinastia Saffarid)              | 861                      | 900             | cucerită de Dinastia Samanidă                                                              |
| Bukhara, Samarqand și Herat    | Iran (Samanid)                        | 875                      | 999             | cucerită de Karakhanizi                                                                    |
| Tabriz                         | Iran (Dinastia Safavidă)              | 1501                     | 1548            | mutată la Qazvin                                                                           |
| Qazvin                         | Iran (Dinastia Safavidă)              | 1548                     | 1598            | mutată la Isfahan                                                                          |
| Isfahan                        | Iran (Dinastia Safavidă)              | 1598                     | 1736            | mutată la Mashhad                                                                          |
| Mashhad                        | Iran (Dinastia Afsharidă)             | 1736                     | 1750            | mutată la Shiraz                                                                           |
| Shiraz                         | Iran (Dinastia Zand)                  | 1750                     | 1782            | mutată la Sari                                                                             |
| Sari                           | Iran (Dinastia Kajaridă)              | 1782                     | 1795            | mutată la Tehran                                                                           |
| Hebron                         | Regatul Israelului                    | circa 1007 î.Hr          | circa 1000 î.Hr | mutată la Ierusalim când regatul a fost reunit sub Regele David                            |
| Tel Aviv                       | Israel                                | mai 1948                 | decembrie 1948  | capitală interimară „de facto”, mutată la Ierusalim după războiul arabo-israelian din 1948 |
| Ierusalim                      | Regatul Ierusalimului                 | 1099                     | 1187            | mutată la Acre (Ierusalimul a fost cucerit de Saladin)                                     |
| Acre                           | Regatul Ierusalimului                 | 1187                     | 1291            | Regatul a încetat să existe                                                                |
| Orenburg                       | Kazahstan                             | 1920                     | 1925            | mutată la Qyzylorda                                                                        |
| Qyzylorda                      | Kazahstan                             | 1926                     | 1929            | mutată la Alma-Ata                                                                         |
| Alma-Ata                       | Kazahstan                             | 1992                     | 1993            | redenumită Almatî                                                                          |
| Almatî                         | Kazahstan                             | 1993                     | 1998            | mutată la Astana                                                                           |
| Salalah                        | Oman                                  | 1932                     | 1970            | mutată la Musqat                                                                           |
| Dariyah                        | Arabia Saudită                        | 1744                     | 1818            | mutată la Riyadh după ce turcii otomani au distrus orașul.                                 |
| Aden                           | Yemen de Sud                          | 1967                     | 1990            | San'a, țara a încetat să existe după reunificarea Yemenului                                |
| Samarkand                      | Uzbekistan (RSS Uzbekă)               | 1925                     | 1930            | mutată la Tașkent                                                                          |
| Taiz                           | Yemen                                 | 1948                     | 1962            | mutată la San'a                                                                            |

## Europa

### Europa de Nord
| Vechea capitală                            | Țara                               | Din               | Până la            | Motivul schimbării |
| ------------------------------------------ | ---------------------------------- | ----------------- | ------------------ | --- |
| Roskilde                                   | Danemarca                          | circa 1020        | 1443               | mutată la Copenhaga |
| Winchester                                 | Regatul Angliei Wessex             | 519               | 1066               | mutată la Londra |
| Turku                                      | Marele Ducat al Finlandei          | 1809              | 1812               | mutată la Helsinki |
| Vaasa                                      | Finlanda                           | 29 ianuarie 1918  | 3 mai 1918         | mutată de Grada Albă de la Helsinki datorită luptelor războiului civil din Finlanda                                                  |
| Hill of Tara                               | Irlanda (în timpul „Marilor regi”) | secolul al VI-lea | secolul al XII-lea | invazia normanzilor |
| Kaunas                                     | Lituania                           | 1922              | 1940               | mutată înapoi la Vilnius |
| Nidaros, cunoscută azi cu numele Trondheim | Norvegia                           | 997               | 1070               | mutată la Bergen |
| Bjørgvin, cunoscută azi cu numele Bergen   | Norvegia                           | 1070              | 1299               | mutată la Oslo |
| Oslo                                       | Norvegia                           | 1299              | 1624               | redenumită Christiania (sau Kristiania din 1877)                                                                                     |
| Christiania                                | Norvegia                           | 1624              | 1924               | redenumită Oslo |
| Perth                                      | Scoția                             | 846               | 1452               | mutată la Edinburgh |
| Machynlleth                                | Țara Galilor                       | 1404              | 1416               | Orașul-sediu al parlamentului lui Owain Glyndŵr până când Țara Galilor a fost anexată de Anglia - capitala mutată la Cardiff în 1955 |

### Europa de Sud
| Vechea capitală | Țara                         | Din                           | Până la           | Motivul schimbării                                                                                          |
| --------------- | ---------------------------- | ----------------------------- | ----------------- | --- |
| Mérida          | Lusitania                    | 25 î.Hr.                      | 298               | Desființarea Lusitaniei romane de către împăratul Dioclețian                                                |
| Constantinopol  | Imperiul Bizantin            | 330                           | 1453              | Cucerirea de către Imperiul Otoman, care i-a schimbat numele în Istanbul și a păstrat orașul drept capitală |
| Burgos          | Castilia                     | secolul al XI-lea             | secolul al XV-lea | mutată la Valladolid                                                                                        |
| Granada         | Regatul Granadei             | 1250                          | 1492              | Regatul a încetat să existe odată cu declanșarea Reconquistei și încorporarea ei în Regatul Castiliei       |
| Nafplion        | Grecia                       | 1821                          | 1836              | mutată la Atena                                                                                             |
| Aegina          | Grecia                       | 1827                          | 1829              | mutată înapoi la Nafplion                                                                                   |
| Torino          | Italia                       | 1861                          | 1865              | mutată la Florența                                                                                          |
| Florența        | Italia                       | 1865                          | 1871              | mutată la Roma                                                                                              |
| Salerno         | Italia                       | 1944                          | 1944              | capitală temporară; mutată la Roma după eliberarea ultimei                                                  |
| Mdina           | Malta                        |                               | 1566              | mutată la Valletta                                                                                          |
| Modena          | Ducatul Modenei              | 1452                          | 1860              | unificată cu Italia                                                                                         |
| Neapole         | Regatul Neapolelui           | 1282                          | 1816              | Regatul Neapolelui a devenit parte a Regatului celor două Sicilii                                           |
| Bursa           | Imperiul Otoman              | 1335                          | 1365              | mutată la Edirne                                                                                            |
| Edirne          | Imperiul Otoman              | 1365                          | 1453              | mutată la Istanbul (Constantinopol)                                                                         |
| Istanbul        | Imperiul Otoman              | 1453                          | 1923              | Proclamarea Republicii Turcia. Capitala a fost mutată la Ankara                                             |
| Piacenza        | Ducatul Parmaei și Piacenzei | 1545                          | 1547              | mutată la Parma, după asasinarea ducelui Pierluigi Farnese                                                  |
| Parma           | Ducatul Parmaei și Piacenzei | 1547                          | 1860              | Unificarea Italiei.                                                                                         |
| Guimarães       | Portugalia                   | 1095                          | 1131              | mutată la Coimbra                                                                                           |
| Coimbra         | Portugalia                   | 1131                          | 1255              | mutată la Lisabona                                                                                          |
| Lisabona        | Portugalia                   | 1255                          | 1808              | mutată la Rio de Janeiro                                                                                    |
| Rio de Janeiro  | Portugalia                   | 1808                          | 1821              | mutată la Lisabona                                                                                          |
| Torino          | Regatul Sardiniei            | 1720                          | 1861              | Unificarea Italiei                                                                                          |
| Torino          | Ducatul de Savoia            | 1563                          | 1720              | A devenit parte a Regatului Sardiniei.                                                                      |
| Palermo         | Regatul Siciliei             | 1130                          | 1816              | Incoporare în Regatul celor două Sicilii                                                                    |
| Valladolid      | Spania                       | secolul al XV-lea             | 1561              | mutată la Madrid                                                                                            |
| Madrid          | Spania                       | 1561                          | 1600              | mutată la Valladolid                                                                                        |
| Valladolid      | Spania                       | 1600                          | 1606              | mutată la Madrid                                                                                            |
| Valencia        | Spania                       | 1936                          | 1939              | Sediul guvernului Republicii Spaniole în timpul războiului civil din Spania                                 |
| Trieste         | Teritoriul Liber Trieste     | 1947                          | 1954              | Teritoriu dizolvat, împărțit între Italia și RSF Iugoslavia.                                                |
| Florența        | Marele Ducat al Toscanei     | 1569                          | 1860              | Unificarea Italiei                                                                                          |
| Neapole         | Regatul celor două Sicilii   | 1816                          | 1861              | Unificarea Italiei                                                                                          |
| Veneția         | Republica Veneției           | aproximativ secolul al IX-lea | 1797              | Anexat de Austria                                                                                           |

### Europa de Vest
| Vechea capitală     | Țara                                       | Din                | Până la | Motivul schimbării |
| ------------------- | ------------------------------------------ | ------------------ | ------- | --- |
| Aachen              | Sfântul Imperiu Roman Imperiul Carolingian | 800                | 814     | a devenit capitala lui Carol cel Mare ca Imperator Augustus al Sfântului Imperiu Roman și împărat al Imperiului Carolingian |
| Viena               | Sfântul Imperiu Roman                      | 1558               | 1806    | a devenit capitală a Imperiului Austriac |
| Viena               | Imperiul Austriac                          | 1806               | 1867    | a devenit capitală a Imperiului Austro-Ungar |
| Viena               | Imperiul Austro-Ungar                      | 1867               | 1918    | a devenit capitală a Republcii Austria |
| Karlsruhe           | Baden                                      | 1771               | 1918    | Baden a devenit parte a Imperiului German în 1871 și și-a pierdut calitatea de capitală în 1918. Karlsruhe a rămas capitala statului german Baden până în 1945.                                                                          |
| München             | Bavaria                                    | secolul al XIV-lea | 1918    | Bavaria a devenit parte a Imperiului German în 1871 și și-a pierdut calitatea de capitală în 1918. München a rămas capitala statului german Bavaria.                                                                                     |
| Vichy               | Franța                                     | 1940               | 1944    | capitala Regimului de la Vichy |
| Berlin              | Imperiul German                            | 1871               | 1945    | Împărțirea Germaniei de către Aliați în zone de ocupație |
| Bonn                | Germania de Vest                           | 1949               | 1990    | mutată la Berlin după reunificarea Germaniei |
| Berlinul Răsăritean | Germania Răsăriteană                       | 1949               | 1990    | Berlin, RDG-ul a încetat să existe odată cu reunificarea Germaniei |
| Heidelberg          | Palatinat                                  | secolul al XIV-lea | 1720    | mutată la Mannheim |
| Mannheim            | Palatinat                                  | 1720               | 1777    | Palatinatul a fost moștenit de electorii Bavariei. |
| Dresda              | Saxonia                                    | 1485               | 1918    | Saxonia a devenit parte a Imperiului German în 1871 și Saxonia și-a pierdut independanța în 1918. Dresda a rămas capitala statului german Saxonia.                                                                                       |
| Aarau               | Elveția (Republica Elvețiană)              | 1798               | 1798    | mutată la Lucerna |
| Lucerna             | Elveția (Republica Elvețiană)              | 1798               | 1803    | Republica Elvețiană a fost abolită |
| Stuttgart           | Württemberg                                | circa 1300         | 1918    | Württemberg a devenit parte a Imperiului German în 1871 și și-a pierdut calitatea de capitală în 1918. Stuttgart a rămas capitala statului german Württemberg până 1947 și mai apoi a devenit capitala statului german Baden-Württemberg |

### Europa Centrală și Răsăriteană
| Vechea capitală              | Țara                                        | Din                     | Până la               | Motivul schimbării |
| ---------------------------- | ------------------------------------------- | ----------------------- | --------------------- | --- |
| Mtskheta                     | Georgia                                     | secolul al III-lea î.Hr | secolul al V-lea d.Hr | mutată la Tbilisi |
| Kutaisi                      | Georgia                                     | 978                     | 1122                  | mutată înapoi la Tbilisi                                                                                                |
| Vlorë                        | Albania                                     | 1912                    | 1920                  | mutată la Tirana |
| Pliska                       | Bulgaria (Primul Imperiu Bulgar)            | 681                     | 893                   | mutată la Preslav |
| Preslav                      | Bulgaria (Primul Imperiu Bulgar)            | 893                     | 972                   | mutată la Ohrid |
| Ohrid                        | Bulgaria (Primul Imperiu Bulgar)            | 990                     | 1015                  | Imperiul a încetat să existe după cucerirea bizantină                                                                   |
| Veliko Tarnovo               | Bulgaria (Al doilea Imperiu Bulgar)         | 1185                    | 1396                  | Imperiul a încetat să existe după cucerirea otomană                                                                     |
| Plovdiv                      | Rumelia Răsăriteană                         | 1878                    | 1885                  | anexată ca urmare a Unificarea Bulgariei                                                                                |
| Varaždin                     | Croația                                     | 1756                    | 1776                  | Mutată înapoi la Zagreb,după ce un incendiu a distrus aproape între orașul                                              |
| Praga                        | Cehoslovacia                                | 1918                    | 1993                  | a devenit capitală a Republica Cehă                                                                                     |
| Székesfehérvár și Esztergom  | Ungaria                                     | 972 (ori 973)           | 1256                  | Capitala a fost mutată de la Esztergom la Buda după ce cea mai mare parte a orașului a fost distrusă de mongoli în 1242 |
| Buda                         | Ungaria                                     | 1361                    | 1536                  | mutată la Pozsony după ce o parte a țării a fost cucerită de Imperiul Otoman                                            |
| Pressburg (Pozsony)          | Ungaria Regală                              | 1536                    | 1784                  | mutată înapoi la Buda                                                                                                   |
| Buda                         | Ungaria                                     | 1784                    | 1849                  | a devenit parte a Austriei, capitala s-a mutat în Viena                                                                 |
| Buda                         | Ungaria (ca parte a Imperiului Austro-Ungar | 1867                    | 1873                  | unită cu Óbuda și Pesta pentru a deveni Budapesta                                                                       |
| Płock                        | Mazovia                                     | circa 1038              | 1047                  | Mazovia a fost reincorporată în Polonia                                                                                 |
| Płock                        | Mazovia                                     | 1138                    | 1313                  | mutată la Czersk |
| Czersk                       | Mazovia                                     | 1313                    | 1413                  | mutată la Varșovia |
| Varșovia                     | Mazovia                                     | 1413                    | 1526                  | Mazovia a fost reincorporată în Polonia                                                                                 |
| Suceava                      | Moldova                                     | 1351                    | 1564                  | mutată la Iași |
| Iași                         | Moldova                                     | 1564                    | 1862                  | Unificată cu Valahia pentru a forma România                                                                             |
| Cetinje                      | Muntenegru                                  | 1482                    | 1946                  | mutată la Podgorița |
| Gniezno                      | Polonia                                     | secolul al X-lea        | 1038                  | mutată la Cracovia |
| Poznań                       | Polonia                                     | secolul al X-lea        | 1038                  | mutată la Cracovia |
| Cracovia                     | Polonia                                     | 1038                    | 1079                  | mutată la Płock |
| Płock                        | Polonia                                     | 1079                    | 1138                  | mutată la Cracovia |
| Cracovia                     | Polonia                                     | 1138                    | 1290                  | mutată la Poznań |
| Poznań                       | Polonia                                     | 1290                    | 1296                  | mutată la Cracovia |
| Cracovia                     | Polonia                                     | 1296                    | 1596                  | mutată la Varșovia |
| Lublin                       | Polonia                                     | 1944                    | 1945                  | capitală de facto |
| Łódź                         | Polonia                                     | 1945                    | 1947                  | capitală de facto |
| Kiev                         | Rusia (Rusia Kieveană)                      | 882                     | 1169                  | mutată la Vladimir |
| Vladimir                     | Rusia (Cnezatul Vladimir-Suzdal)            | 1169                    | 1327                  | mutată la Moscova |
| Moscova                      | Rusia (Cnezatul Moscovei)                   | 1327                    | 1712                  | mutată la Sankt Petersburg                                                                                              |
| Iaroslavl                    | Rusia (Cnezatul Moscovei)                   | 1611                    | 1612                  | capitală de facto |
| Sankt Petersburg (Petrograd) | Imperiul Rus                                | 1712                    | 1918                  | mutată la Moscova |
| Moscova                      | Uniunea Sovietică                           | 1922                    | 1991                  | Statul unional a fost dizolvat, a devenit capitala Rusiei                                                               |
| Kiev                         | Ucraina (Rusia Kieveană)                    | 882                     | 1169                  | mutată la Vladimir |
| Cigirin                      | Ucraina (Hetmenatul cazac)                  | 1648                    | 1669                  | mutată la Baturin |
| Baturin                      | Ucraina (Hetmenatul cazac)                  | 1669                    | 1708                  | mutată la Hluhhiv după demolarea orașului de către forțele ruse                                                         |
| Hluhhiv                      | Ucraina (Hetmenatul cazac)                  | 1708                    | 1722                  | Hetmenatul și-a pierdut suveranitatea                                                                                   |
| Hluhhiv                      | Ucraina (Hetmenatul cazac)                  | 1727                    | 1734                  | Hetmenatul și-a pierdut suveranitatea                                                                                   |
| Baturin                      | Ucraina (Hetmenatul cazac)                  | 1750                    | 1764                  | Hetmenatul Hetmenatul                                                                                                   |
| Harkov                       | Ucraina (RSS Ucraineană)                    | 1919                    | 1934                  | mutată la Kiev |
| Câmpulung                    | Valahia                                     | secolul al XIII-lea     | secolul al XV-lea     | mutată la Târgoviște |
| Târgoviște                   | Valahia                                     | 1396                    | 1698                  | mutată la București |
| Belgrad                      | Iugoslavia                                  | 1918                    | 2003                  | Statul unional a fost dizolvat, a devenit capitala Serbiei                                                              |

## Oceania
| Vechea capitală | Țara                             | Din  | Până la | Motivul schimbării                                          |
| --------------- | -------------------------------- | ---- | ------- | ----------------------------------------------------------- |
| Melbourne       | Australia                        | 1901 | 1927    | mutată la Canberra – capitală temporară până la dezvoltarea |
| Levuka          | Fiji                             | 1874 | 1877    | mutată la Suva                                              |
| Russell         | Noua Zeelandă                    | 1840 | 1841    | mutată la Auckland                                          |
| Auckland        | Noua Zeelandă                    | 1841 | 1865    | mutată la Wellington                                        |
| Tulaghi         | Insulele Solomon                 | 1896 | 1942    | mutată la Honiara                                           |
| Koror           | Palau                            | 1994 | 2007    | mutată la Melekeok                                          |
| Kolonia         | Statele Federale ale Microneziei | 1914 | 1999    | mutată la Palikir                                           |
| Jabor           | Republica Insulelor Marshall     | 1885 | 1944    | mutată la Majuro                                            |

## America de Nord
| Vechea capitală   | Țara                           | Din        | Până la | Motivul schimbării                 |
| ----------------- | ------------------------------ | ---------- | ------- | ---------------------------------- |
| St. George        | Bermuda                        | 1612       | 1815    | mutată la Hamilton                 |
| Belize City       | Hondurasul Britanic            | 1638       | 1970    | mutată la Belmopan                 |
| Kingston          | Canada                         | 1841       | 1843    | mutată la Montreal                 |
| Montreal          | Canada                         | 1843       | 1849    | mutată la Toronto                  |
| Toronto           | Canada                         | 1849       | 1859    | mutată la Quebec City              |
| Quebec City       | Canada                         | 1859       | 1865    | mutată la Ottawa                   |
| Chan Santa Cruz   | Chan Santa Cruz                | circa 1852 | 1901    | a devenit parte a Mexico           |
| Cartago           | Costa Rica                     | 1562       | 1823    | mutată la San José                 |
| Santiago de Cuba  | Cuba                           | 1522       | 1589    | mutată (după 1607 în Havana)       |
| Spanish Town      | Jamaica                        | 1534       | 1872    | mutată la Kingston                 |
| St. John's        | Newfoundland                   | 1855       | 1949    | a intrat în confederație cu Canada |
| San Jose de Oruña | Trinidad                       | 1592       | 1783    | mutată la Port of Spain            |
| Port of Spain     | Federația Indiilor Occidentale | 1958       | 1962    | country ceased to exist            |
| Mérida            | Yucatán                        | 1840       | 1847    | reunită cu Mexico                  |

## America de Sud
| Vechea capitală   | Țara                           | Din                             | Până la    | Motivul schimbării                     |
| ----------------- | ------------------------------ | ------------------------------- | ---------- | -------------------------------------- |
| Perquenco         | Regatul Araucanía și Patagonia | 1860                            | ?          | incorporate în Chile și Argentina      |
| Paraná            | Confederația Argentinei        | 1853                            | 1861       | mutată la Buenos Aires                 |
| Salvador da Bahia | Brazilia                       | 1549                            | 1763       | mutată la Rio de Janeiro               |
| Rio de Janeiro    | Brazilia                       | 1763                            | 1960       | mutată la Brasília                     |
| Concepción        | Kingdom of Chile               | 1565                            | 1575       | mutată la Santiago                     |
| Cuzco             | Imperiul Incaș                 | aproximativ secolul al XIII-lea | circa 1533 | mutată la Lima după cucerirea spaniolă |
| Tacna             | Confederația Peruno-Boliviană  | 1837                            | 1839       | statul a încetat să existe             |